# Raat
Raat ist eine Ortschaft in der politischen Gemeinde Stadel im Bezirk Dielsdorf, Kanton Zürich, Schweiz. Sie liegt auf dem Sattel zwischen Stadlerberg (Höhe 637 m ü. M.) und dem Ämperg (Höhe 514 m ü. M.), der im lokalen Sprachgebrauch als Kistenpass bezeichneten wird und den Übergang vom Tal des Hochrheins in die Ebene des Neeracherrieds bildet. Der Übergang wird von der Strasse Weiach–Schüpfheim–Stadel genutzt.

Blick auf die Gemeinde Stadel mit der Ortschaft Raat links oberhalb der Bildmitte.

Der Ortsname stammt ab von Roda und bezeichnet eine Rodung des hochmittelalterlichen Landesausbaus.
Raat war bis 1904 zusammen mit Schüpfheim eine selbständige politische Gemeinde und Schulgemeinde, kirchlich gehörte sie jedoch von jeher zu Stadel. Im 19. Jahrhundert baute die Gemeinde noch ein eigenes Schulhaus. Zum Jahresbeginn 1907 wurde Raat-Schüpfheim zusammen mit Windlach mit der Gemeinde Stadel zwangsfusioniert.